# Regional Preferente de La Rioja 2022-23
La temporada 2022-23 de Regional Preferente de La Rioja de fútbol comenzó en septiembre de 2022. Durante esta campaña fue el sexto y último nivel de las Ligas de fútbol de España para los clubes de La Rioja, por debajo de la Tercera Federación.

## Sistema de competición[1]
Los 22 equipos inscritos disputaron, a partir del fin de semana del 18 septiembre, una primera fase con dos grupos de 11 equipos cada uno diseñados conforme al efecto cremallera (bajo la clasificación de la temporada pasada). En esta primera fase, en cada grupo, se jugó a doble vuelta y todos contra todos con disputa de 22 jornadas.
En la segunda fase, los cinco primeros clasificados de cada grupo conformaron el grupo de la Fase de Ascenso. Los 10 equipos se enfrentaron a doble vuelta con celebración de 10 jornadas (disputa de partidos contra los equipos del otro grupo, arrastrando de la primera fase todos los puntos, todos los goles y todos los resultados obtenidos). Los dos primeros clasificados obtuvieron el premio del ascenso directo a Tercera Federación; mientras que el equipo mejor clasificado que no obtuvo el ascenso se hizo acreedor del derecho a disputar la eliminatoria previa de la Copa del Rey.
Por su parte, los clasificados entre el puesto 6º y 11º de cada grupo conformaron el grupo de la Fase de Permanencia. La temporada 2023-24, siempre que se inscriban 22 o más equipos, tendrá una categoría inferior a la Regional Preferente, que será la Primera Regional. En este caso, la Regional Preferente constaría de 14 equipos y el resto serían inscritos en Primera Regional de La Rioja. En este grupo de Fase de Permanencia, la segunda fase será decisiva a efectos clasificatorios para determinar los equipos que conformarían esta nueva categoría.
Los 12 equipos que disputaron esta Fase de Permanencia se enfrentaron a doble vuelta con celebración de 12 jornadas (disputa de partidos contra los equipos del otro grupo, arrastrando de la primera fase todos los puntos, todos los goles y todos los resultados obtenidos).

### Composición de grupos
| Grupo 1              | Grupo 2                           |
| -------------------- | --------------------------------- |
| C. F. Rápid          | C. D. Cenicero                    |
| C. D. Pradejón       | C. C. D. Alberite                 |
| C. D. Autol          | C. D. Aldeano                     |
| C. D. Tedeón         | C. P. Calasancio                  |
| C. D. Villegas       | C. At. River Ebro Promesas        |
| Real Bethlehem C. F. | Náxara C. D. "B"                  |
| C. D. Bañuelos       | C. D. San Marcial                 |
| C. D. Alfaro "B"     | C. D. Arnedo ADN                  |
| C. D. San Lorenzo    | C. D. Internacional de Logroño    |
| C. D. Berceo "B"     | C. D. Sporting Cascajos           |
| C. D. Varea "B"      | Racing Rioja C. F. Super Nova "C" |

     Clubes que permanecen en la categoría
     Clubes procedentes de Tercera División
     Nuevos inscritos en la categoría

## Relevos
Los equipos ascendidos a Tercera Federación causan baja esta temporada en Regional Preferente, y son sustituidos por aquellos equipos que descencieron desde la Tercera RFEF.
| Pos. | Ascendidos a 3.ª Federación       |
| ---- | --------------------------------- |
| 1.º  | Peña Balsamaiso C. F.             |
| 4.º  | Comillas C. F.                    |
| 9.º  | Racing Rioja C. F. Super Nova "B" |

| Pos. | Descendidos de 3.ª RFEF |
| ---- | ----------------------- |
| 15.º | C. F. Rápid             |
| 16.º | C. D. Cenicero          |

| Nuevos inscritos        |
| ----------------------- |
| C. D. Berceo "B"        |
| Racing Rioja C. F. "C"  |
| C. D. Sporting Cascajos |
| C. D. Varea "B"         |

| Pos. | No inscritos                   |
| ---- | ------------------------------ |
| 11.º | C. Haro Deportivo "B"          |
| 21.º | C. D. Salesianos Domingo Savio |

## Participantes[3]

### Información sobre los equipos participantes
| Equipo                         | Localidad                     | Fundación | Estadio              | Twitter        |
| ------------------------------ | ----------------------------- | --------- | -------------------- | -------------- |
| C. C. D. Alberite              | Alberite (La Rioja)           | 1967      | Marino Sáenz Andollo | CDAlberite     |
| C. D. Aldeano                  | Aldeanueva de Ebro (La Rioja) | 2006      | San Bartolomé        | -              |
| C. D. Alfaro "B"               | Alfaro (La Rioja)             | 2005      | La Molineta          | CDAlfaro       |
| C. D. Arnedo ADN               | Arnedo (La Rioja)             | 2020      | Sendero              | CDArnedo       |
| C. D. Autol                    | Autol (La Rioja)              | 1972      | La Manzanera         | cdautol        |
| C. D. Bañuelos                 | Baños de Río Tobía (La Rioja) | 1982      | El Poste             | CD_Banuelos    |
| C. D. Berceo "B"               | Logroño                       | 2022      | La Isla              | CDBerceo       |
| C. P. Calasancio               | Logroño (La Rioja)            | 1977      | La Estrella          | Calasancio1977 |
| C. D. Cenicero                 | Cenicero                      | 1984      | Las Viñas            | cdcenicero     |
| C. D. Internacional de Logroño | Logroño (La Rioja)            | 2020      | El Salvador          | cdinter2021    |
| Náxara C. D. "B"               | Nájera (La Rioja)             | 2021      | La Salera            | Naxaracd       |
| C. D. Pradejón                 | Pradejón (La Rioja)           | 1966      | Municipal Pradejón   | CDPradejon     |
| Racing Rioja C. F. "C"         | Logroño (La Rioja)            | 2020      | El Salvador          | RiojaRacing    |
| C. F. Rápid                    | Murillo de Río Leza           | 1967      | El Rozo              | CFRapid        |
| Real Bethlehem C. F.           | Logroño (La Rioja)            | 2020      | Prado Viejo          | RealBethlehem  |
| C. At. River Ebro Promesas     | Rincón de Soto (La Rioja)     | 2019      | San Miguel           | aupariver      |
| C.D. San Lorenzo               | Ezcaray (La Rioja)            | 1969      | Municipal            | SanLorenzoCD   |
| C. D. San Marcial              | Lardero (La Rioja)            | 1975      | Ángel de Vicente     | cdsanmarcial   |
| C. D. Sporting Cascajos        | Logroño (La Rioja)            | 2014      | El Salvador          | cdscascajos    |
| C. D. Tedeón                   | Navarrete (La Rioja)          | 1947      | San Miguel           | CDTEDEON       |
| C. D. Varea "B"                | Varea                         | 2022      | Municipal de Varea   | vareaoficial   |
| C. D. Villegas                 | Logroño (La Rioja)            | 1974      | La Ribera            | VillegasCD     |

## Primera fase: Grupo 1[4]

### Clasificación
| Pos. | Equipo                | Pts. | PJ | G  | E | P  | GF | GC | Dif. |                                      |
| ---- | --------------------- | ---- | -- | -- | - | -- | -- | -- | ---- | ------------------------------------ |
| 1    | C. D. Tedeón          | 52   | 20 | 17 | 1 | 2  | 57 | 13 | +44  | Fase de ascenso a Tercera Federación |
| 2    | C. D. Pradejón        | 44   | 20 | 14 | 2 | 4  | 57 | 24 | +33  | Fase de ascenso a Tercera Federación |
| 3    | C. D. Berceo Promesas | 38   | 20 | 12 | 2 | 6  | 43 | 32 | +11  | Fase de ascenso a Tercera Federación |
| 4    | C. F. Rápid           | 37   | 20 | 12 | 1 | 7  | 37 | 25 | +12  | Fase de ascenso a Tercera Federación |
| 5    | C. D. Varea "B"       | 34   | 20 | 10 | 4 | 6  | 34 | 27 | +7   | Fase de ascenso a Tercera Federación |
| 6    | C. D. Autol           | 33   | 20 | 10 | 3 | 7  | 29 | 20 | +9   | Fase de permanencia                  |
| 7    | C. D. Villegas        | 31   | 20 | 8  | 7 | 5  | 34 | 27 | +7   | Fase de permanencia                  |
| 8    | C. D. Bañuelos        | 15   | 20 | 4  | 3 | 13 | 23 | 42 | −19  | Fase de permanencia                  |
| 9    | C. D. Alfaro "B"      | 12   | 20 | 3  | 3 | 14 | 23 | 49 | −26  | Fase de permanencia                  |
| 10   | C. D. San Lorenzo     | 12   | 20 | 3  | 3 | 14 | 32 | 71 | −39  | Fase de permanencia                  |
| 11   | Real Bethlehem C. F.  | 7    | 20 | 2  | 1 | 17 | 16 | 55 | −39  | Fase de permanencia                  |

 Fuente: Federación Riojana de Fútbol

### Tabla de resultados cruzados
| Local \ Visitante    | ALF | AUT | BAN | BER | BET | PRA | RAP | SLO | TED | VAR | VIL |
| -------------------- | --- | --- | --- | --- | --- | --- | --- | --- | --- | --- | --- |
| C. D. Alfaro "B"     | —   | 0–2 | 2–1 | 1–2 | 6–0 | 0–3 | 1–2 | 1–1 | 0–5 | 1–3 | 0–3 |
| C. D. Autol          | 4–1 | —   | 0–0 | 0–1 | 1–0 | 3–2 | 2–0 | 3–3 | 1–2 | 0–1 | 3–1 |
| C. D. Bañuelos       | 3–0 | 0–0 | —   | 1–6 | 1–3 | 0–3 | 0–6 | 3–1 | 2–1 | 0–1 | 1–1 |
| C. D. Berceo "B"     | 5–1 | 0–1 | 3–2 | —   | 5–2 | 2–1 | 1–0 | 4–2 | 2–5 | 1–0 | 0–0 |
| Real Bethlehem C. F. | 0–3 | 0–4 | 0–3 | 1–2 | —   | 1–6 | 0–2 | 1–2 | 0–3 | 0–1 | 3–2 |
| C. D. Pradejón       | 5–1 | 3–1 | 3–1 | 3–0 | 3–1 | —   | 2–0 | 7–1 | 2–0 | 3–1 | 3–3 |
| C. F. Rápid          | 1–0 | 1–0 | 1–0 | 2–0 | 2–1 | 2–4 | —   | 5–3 | 1–5 | 3–0 | 3–2 |
| C. D. San Lorenzo    | 3–1 | 0–2 | 2–1 | 2–4 | 2–2 | 1–2 | 1–5 | —   | 0–7 | 1–4 | 3–4 |
| C. D. Tedeón         | 3–1 | 1–0 | 3–1 | 3–1 | 4–1 | 2–0 | 1–1 | 5–0 | —   | 2–0 | 2–0 |
| C. D. Varea "B"      | 2–2 | 1–2 | 4–3 | 3–3 | 2–0 | 2–0 | 1–0 | 6–2 | 0–2 | —   | 1–1 |
| C. D. Villegas       | 1–1 | 3–0 | 2–0 | 2–1 | 1–0 | 2–2 | 1–0 | 4–2 | 0–1 | 1–1 | —   |

1. ↑  El partido entre el C. D. Bañuelos y el C. D. Alfaro "B" celebrado el 28 de enero de 2023 finalizó con resultado de 2-3, pero el C. D. Alfaro "B" incurrió en alineación indebida, por lo que recibió una sanción federativa, dándole el partido por perdido por 3-0.

## Primera fase: Grupo 2[5]

### Clasificación
| Pos. | Equipo                         | Pts. | PJ | G  | E | P  | GF | GC | Dif. |                                      |
| ---- | ------------------------------ | ---- | -- | -- | - | -- | -- | -- | ---- | ------------------------------------ |
| 1    | C. D. Alberite                 | 48   | 20 | 15 | 3 | 2  | 57 | 18 | +39  | Fase de ascenso a Tercera Federación |
| 2    | C. D. San Marcial              | 41   | 20 | 12 | 5 | 3  | 48 | 26 | +22  | Fase de ascenso a Tercera Federación |
| 3    | C. D. Cenicero                 | 40   | 20 | 13 | 1 | 6  | 38 | 24 | +14  | Fase de ascenso a Tercera Federación |
| 4    | C. D. Aldeano                  | 39   | 20 | 12 | 3 | 5  | 43 | 28 | +15  | Fase de ascenso a Tercera Federación |
| 5    | C. Atlético River Ebro "B"     | 35   | 20 | 10 | 5 | 5  | 39 | 20 | +19  | Fase de ascenso a Tercera Federación |
| 6    | C. D. Arnedo ADN               | 31   | 20 | 9  | 4 | 7  | 42 | 33 | +9   | Fase de permanencia                  |
| 7    | C. P. Calasancio               | 25   | 20 | 8  | 1 | 11 | 21 | 26 | −5   | Fase de permanencia                  |
| 8    | Náxara C. D. "B"               | 24   | 20 | 7  | 3 | 10 | 26 | 26 | 0    | Fase de permanencia                  |
| 9    | C. D. Internacional de Logroño | 20   | 20 | 6  | 2 | 12 | 33 | 38 | −5   | Fase de permanencia                  |
| 10   | Racing Rioja C. F. "C"         | 10   | 20 | 3  | 1 | 16 | 15 | 61 | −46  | Fase de permanencia                  |
| 11   | C. D. Sporting Cascajos        | 3    | 20 | 1  | 0 | 19 | 12 | 74 | −62  | Fase de permanencia                  |

 Fuente: Federación Riojana de Fútbol

### Tabla de resultados cruzados
| Local \ Visitante              | ALB | ALD | ARN | CAL | CAS | CEN | INT | NAX | RIV | RRI | SMA |
| ------------------------------ | --- | --- | --- | --- | --- | --- | --- | --- | --- | --- | --- |
| C. C. D. Alberite              | —   | 4–0 | 1–1 | 3–0 | 7–0 | 1–0 | 2–1 | 3–0 | 2–0 | 4–1 | 4–1 |
| C. D. Aldeano                  | 1–3 | —   | 4–1 | 0–2 | 3–1 | 4–0 | 4–2 | 2–1 | 1–3 | 6–1 | 1–1 |
| C. D. Arnedo ADN               | 3–0 | 0–1 | —   | 3–1 | 6–0 | 0–2 | 2–3 | 3–3 | 2–2 | 3–2 | 2–3 |
| C. P. Calasancio               | 0–1 | 3–0 | 1–2 | —   | 2–1 | 1–2 | 2–1 | 0–1 | 1–0 | 1–0 | 2–4 |
| C. D. Sporting Cascajos        | 1–8 | 0–4 | 1–3 | 0–3 | —   | 0–4 | 1–5 | 2–0 | 1–7 | 0–3 | 0–2 |
| C. D. Cenicero                 | 3–3 | 0–2 | 4–3 | 1–0 | 2–0 | —   | 0–3 | 3–0 | 2–1 | 6–1 | 1–3 |
| C. D. Internacional de Logroño | 1–3 | 1–1 | 0–1 | 0–2 | 3–1 | 1–2 | —   | 0–0 | 1–2 | 4–0 | 3–2 |
| Náxara C. D. "B"               | 1–2 | 1–2 | 1–2 | 2–0 | 1–0 | 0–1 | 3–0 | —   | 2–1 | 7–0 | 0–0 |
| C. At. River Ebro Promesas     | 2–2 | 0–1 | 0–0 | 3–0 | 3–1 | 1–0 | 3–1 | 2–1 | —   | 2–0 | 1–1 |
| Racing Rioja C. F. "C"         | 0–4 | 1–3 | 0–4 | 0–0 | 2–1 | 0–2 | 2–1 | 1–2 | 0–5 | —   | 1–3 |
| C. D. San Marcial              | 2–0 | 3–3 | 4–1 | 2–0 | 6–1 | 0–3 | 5–2 | 2–0 | 1–1 | 3–0 | —   |

1. ↑  El partido entre el Racing Rioja C. F. "C" y el C. D. Sporting Cascajos celebrado el 5 de noviembre de 2022 finalizó con resultado de 1-1, pero el C. D. Sporting Cascajos incurrió en alineación indebida, por lo que recibió una sanción federativa, dándole el partido por perdido por 0-3.

## Fase de ascenso[6]
Equipos clasificados
- 10 equipos

| Pos. | Grupo 1               |
| ---- | --------------------- |
| 1.°  | C. D. Tedeón          |
| 2.°  | C. D. Pradejón        |
| 3.°  | C. D. Berceo Promesas |
| 4.°  | C. F. Rápid           |
| 5.°  | C. D. Varea "B"       |

| Pos. | Grupo 2                    |
| ---- | -------------------------- |
| 1.°  | C. C. D. Alberite          |
| 2.°  | C. D. San Marcial          |
| 3.°  | C. D. Cenicero             |
| 4.°  | C. D. Aldeano              |
| 5.°  | C. Atlético River Ebro "B" |

### Clasificación
| Pos. | Equipo                     | Pts. | PJ | G  | E | P  | GF | GC | Dif. |                                    |
| ---- | -------------------------- | ---- | -- | -- | - | -- | -- | -- | ---- | ---------------------------------- |
| 1    | C. D. Tedeón (C, A)        | 77   | 30 | 25 | 2 | 3  | 79 | 18 | +61  | Ascenso a Tercera Federación       |
| 2    | C. D. Alberite (A)         | 69   | 30 | 21 | 6 | 3  | 78 | 29 | +49  | Ascenso a Tercera Federación       |
| 3    | C. D. Pradejón             | 64   | 30 | 20 | 4 | 6  | 80 | 35 | +45  | Clasificación para la Copa del Rey |
| 4    | C. D. Aldeano              | 57   | 30 | 18 | 3 | 9  | 66 | 49 | +17  |                                    |
| 5    | C. D. San Marcial          | 52   | 30 | 15 | 7 | 8  | 61 | 45 | +16  |                                    |
| 6    | C. Atlético River Ebro "B" | 48   | 30 | 14 | 6 | 10 | 54 | 38 | +16  |                                    |
| 7    | C. F. Rápid                | 48   | 30 | 15 | 3 | 12 | 49 | 39 | +10  |                                    |
| 8    | C. D. Cenicero             | 46   | 30 | 14 | 4 | 12 | 44 | 45 | −1   |                                    |
| 9    | C. D. Varea "B"            | 44   | 30 | 13 | 5 | 12 | 53 | 50 | +3   |                                    |
| 10   | C. D. Berceo Promesas      | 44   | 30 | 13 | 5 | 12 | 57 | 57 | 0    |                                    |

 Fuente: Federación Riojana de Fútbol

### Tabla de resultados cruzados
| Local \ Visitante          | ALB | ALD | BER | CEN | PRA | RAP | RIV | SMA | TED | VAR |
| -------------------------- | --- | --- | --- | --- | --- | --- | --- | --- | --- | --- |
| C. D. Alberite             | —   | -   | 3–2 | -   | 2–2 | 1–1 | -   | -   | 1–1 | 4–0 |
| C. D. Aldeano              | -   | —   | 7–1 | -   | 1–2 | 3–1 | -   | -   | 2–1 | 3–2 |
| C. D. Berceo Promesas      | 1–2 | 2–3 | —   | 0–0 | -   | -   | 3–3 | 0–1 | -   | -   |
| C. D. Cenicero             | -   | -   | 2–2 | —   | 1–4 | 1–1 | -   | -   | 0–3 | 2–1 |
| C. D. Pradejón             | 0–1 | 1–0 | -   | 5–0 | —   | -   | 4–1 | 0–0 | -   | -   |
| C. F. Rápid                | 0–3 | 4–1 | -   | 1–0 | -   | —   | 0–1 | 1–2 | -   | -   |
| C. Atlético River Ebro "B" | -   | -   | 1–2 | -   | 3–2 | 1–0 | —   | -   | 1–3 | 4–1 |
| C. D. San Marcial          | -   | -   | 3–1 | -   | 2–3 | 1–3 | -   | —   | 0–1 | 2–2 |
| C. D. Tedeón               | 2–0 | 5–0 | -   | 1–0 | -   | -   | 2–0 | 3–1 | —   | -   |
| C. D. Varea "B"            | 2–4 | 2–3 | -   | 3–0 | -   | -   | 1–0 | 5–1 | -   | —   |

## Fase de permanencia[7]
Equipos clasificados
- 12 equipos

| Pos. | Grupo 1              |
| ---- | -------------------- |
| 6.°  | C. D. Autol          |
| 7.°  | C. D. Villegas       |
| 8.°  | C. D. Bañuelos       |
| 9.°  | C. D. Alfaro "B"     |
| 10.° | C. D. San Lorenzo    |
| 11.° | Real Bethlehem C. F. |

| Pos. | Grupo 2                        |
| ---- | ------------------------------ |
| 6.°  | C. D. Arnedo ADN               |
| 7.°  | C. P. Calasancio               |
| 8.°  | Náxara C. D. "B"               |
| 9.°  | C. D. Internacional de Logroño |
| 10.° | Racing Rioja C. F. "C"         |
| 11.° | C. D. Sporting Cascajos        |

### Clasificación
| Pos. | Equipo                         | Pts. | PJ | G  | E | P  | GF | GC  | Dif. |                                              |
| ---- | ------------------------------ | ---- | -- | -- | - | -- | -- | --- | ---- | -------------------------------------------- |
| 1    | C. D. Autol                    | 67   | 32 | 21 | 4 | 7  | 73 | 28  | +45  |                                              |
| 2    | C. D. Villegas                 | 60   | 32 | 17 | 9 | 6  | 64 | 42  | +22  |                                              |
| 3    | C. P. Calasancio               | 41   | 32 | 13 | 2 | 17 | 40 | 42  | −2   |                                              |
| 4    | C. D. Arnedo ADN               | 40   | 32 | 12 | 4 | 16 | 65 | 69  | −4   | El club no compite en la siguiente temporada |
| 5    | Náxara C. D. "B"               | 40   | 32 | 11 | 7 | 14 | 43 | 47  | −4   |                                              |
| 6    | C. D. Alfaro "B"               | 37   | 32 | 11 | 4 | 17 | 60 | 66  | −6   |                                              |
| 7    | C. D. San Lorenzo              | 37   | 32 | 11 | 4 | 17 | 69 | 90  | −21  | El club no compite en la siguiente temporada |
| 8    | C. D. Bañuelos                 | 36   | 32 | 11 | 3 | 18 | 52 | 62  | −10  |                                              |
| 9    | Real Bethlehem C. F.           | 26   | 32 | 8  | 2 | 22 | 36 | 73  | −37  |                                              |
| 10   | C. D. Internacional de Logroño | 26   | 32 | 9  | 2 | 21 | 46 | 79  | −33  |                                              |
| 11   | Racing Rioja C. F. "C"         | 10   | 32 | 4  | 1 | 27 | 26 | 105 | −79  | El club no compite en la siguiente temporada |
| 12   | C. D. Sporting Cascajos        | 7    | 32 | 2  | 1 | 29 | 26 | 113 | −87  |                                              |

 Fuente: Federación Riojana de Fútbol
Notas:
1. ↑  El C. D. Internacional de Logroño fue sancionado con tres puntos por no presentarse al partido de la jornada 12 ante el C. D. San Lorenzo. Además se le dio el partido por perdido por 3-0
2. ↑  El Racing Rioja C. F. "C" fue sancionado con tres puntos por no presentarse al partido de la jornada 8 ante el C. D. Autol. Además se le dio el partido por perdido por 3-0

### Tabla de resultados cruzados
| Local \ Visitante              | ALF | ARN | AUT | BAN | BET | CAL | INT | NAX | RRI | SLO | SPO | VIL |
| ------------------------------ | --- | --- | --- | --- | --- | --- | --- | --- | --- | --- | --- | --- |
| C. D. Alfaro "B"               | —   | 4–1 | -   | -   | -   | 2–2 | 6–2 | 3–0 | 1–0 | -   | 3–1 | -   |
| C. D. Arnedo ADN               | 4–3 | —   | 1–2 | 0–2 | 1–0 | -   | -   | -   | -   | 3–4 | -   | 4–5 |
| C. D. Autol                    | -   | 6–1 | —   | -   | -   | 3–0 | 1–0 | 6–1 | 3–0 | -   | 5–2 | -   |
| C. D. Bañuelos                 | -   | 2–1 | -   | —   | -   | 0–1 | 5–0 | 4–1 | 6–1 | -   | 4–2 | -   |
| Real Bethlehem C. F.           | -   | 3–1 | -   | -   | —   | 0–3 | 3–0 | 3–2 | 2–1 | -   | 3–0 | -   |
| C. P. Calasancio               | 0–2 | -   | 1–2 | 2–0 | 3–0 | —   | -   | -   | -   | 4–1 | -   | 1–2 |
| C. D. Internacional de Logroño | 0–3 | -   | 0–6 | 3–1 | 3–2 | -   | —   | -   | -   | 2–7 | -   | 3–2 |
| Náxara C. D. "B"               | 1–0 | -   | 1–1 | 5–0 | 2–1 | -   | -   | —   | -   | 1–1 | -   | 1–1 |
| Racing Rioja C. F. "C"         | 3–9 | -   | 0–7 | 2–1 | 1–2 | -   | -   | -   | —   | 2–3 | -   | 1–2 |
| C. D. San Lorenzo              | -   | 1–3 | -   | -   | -   | 2–1 | 3–0 | 1–2 | 6–0 | —   | 3–0 | -   |
| C. D. Sporting Cascajos        | 3–1 | -   | 1–2 | 2–4 | 1–1 | -   | -   | -   | -   | 1–5 | —   | 1–6 |
| C. D. Villegas                 | -   | 4–3 | -   | -   | -   | 2–1 | 2–0 | 0–0 | 2–0 | -   | 2–0 | —   |

1. ↑  El Racing Rioja C. F. "C" no se presentó al partido, por lo que se dio por ganador al C. D.  Autol por 3-0, restándosele además tres puntos al Racing Rioja C. F. "C"
2. ↑  Pese a que el partido terminó con victoria del Real Bethlehem C. F. por 3-1, este equipo incurrió en alineación indebida, por lo que se dio por ganador al C. P. Calasancio por 0-3
3. ↑  El  incurrió en alineación indebida C. D.  Internacional de Logroño, al quedarse con menos de siete jugadores en el terreno de juego, por lo que se dio por ganador al Real Bethlehem C. F. por 3-0
4. ↑  El partido se suspendió en el momento en el que el C. D.  Internacional de Logroño se quedó con menos de siete jugadores sobre el terreno de juego tras la lesión de uno de ellos. El partido se le dio por ganado al C. D.  Alfaro "B" por 0-3
5. ↑  El C. D.  Internacional de Logroño no se presentó al partido, por lo que se dio por ganador al C. D.  San Lorenzo por 3-0, restándosele además tres puntos al C. D.  Internacional de Logroño

## Resumen de la temporada

### Equipos ascendidos aTercera Federación
| Bandera de La Rioja (España) | Bandera de La Rioja (España) |
| C. D. Tedeón                 | C. C. D. Alberite            |
| ---------------------------- | ---------------------------- |

### Clasificado para la ronda previa de laCopa del Rey
| Bandera de La Rioja (España) |
| C. D. Pradejón               |
| ---------------------------- |

## Datos y estadísticas

### Récords
| Récords de equipos       | Récords de equipos | Récords de equipos | Récords de equipos                             | Récords de equipos      | Récords de equipos           | Récords de equipos | Récords de equipos           | Récords de equipos      | Récords de equipos |
| Récord                   | Grupo              | Fecha              | Equipo/s                                       | Local                   |                              | Resultado          |                              | Visitante               | Rep.               |
| ------------------------ | ------------------ | ------------------ | ---------------------------------------------- | ----------------------- | ---------------------------- | ------------------ | ---------------------------- | ----------------------- | ------------------ |
| Más goles en un partido  | Permanencia        | 16/04/2023         | Racing Rioja C. F. "C" y C. D. Alfaro "B" (12) | Racing Rioja C. F. "C"  | Bandera de La Rioja (España) | 3 – 9              | Bandera de La Rioja (España) | C. D. Alfaro "B"        | Jornada 4          |
| Mayor victoria local     | Grupo 2            | 04/12/2022         | C. D. Alberite (+7)                            | C. D. Alberite          | Bandera de La Rioja (España) | 7 – 0              | Bandera de La Rioja (España) | C. D. Sporting Cascajos | Jornada 12         |
| Mayor victoria local     | Grupo 2            | 26/02/2023         | Náxara C. D. "B" (+7)                          | Náxara C. D. "B"        | Bandera de La Rioja (España) | 7 – 0              | Bandera de La Rioja (España) | Racing Rioja C. F. "C"  | Jornada 21         |
| Mayor victoria visitante | Grupo 1            | 05/11/2022         | C. D. Tedeón (+7)                              | C. D. San Lorenzo       | Bandera de La Rioja (España) | 0 – 7              | Bandera de La Rioja (España) | C. D. Tedeón            | Jornada 8          |
| Mayor victoria visitante | Grupo 2            | 17/09/2022         | C. D. Alberite (+7)                            | C. D. Sporting Cascajos | Bandera de La Rioja (España) | 1 – 8              | Bandera de La Rioja (España) | C. D. Alberite          | Jornada 1          |
| Mayor victoria visitante | Permanencia        | 25/03/2023         | C. D. Autol (+7)                               | Racing Rioja C. F. "C"  | Bandera de La Rioja (España) | 0 – 7              | Bandera de La Rioja (España) | C. D. Autol             | Jornada 2          |

Fuente: Fútbol Regional.